# Resident Evil (film)
Resident Evil je film, který v roce 2002 natočil režisér Paul W.S. Anderson.
Navazuje na něj pět dalších filmů.

## Průběh
Pod městem Raccoon City se nachází genetické výzkumné zařízení společnosti Umbrella Corporation zvané Úl. Zloděj ukradne geneticky vytvořený T-virus a záměrně Úl jednou ze zkumavek kontaminuje. Umělá inteligence zařízení zvaná Red Queen (Červená královna) proto Úl uzavře a zabije všechny uvnitř.
Alice se probouzí v koupelně opuštěného sídla se ztrátou paměti. Když se oblékne, najde v šuplíku skrytý arzenál zbraní. Vyděšená dál prozkoumává sídlo, než se objeví Matt Addison, který ji strhne k zemi. V tom okamžiku jsou přepadeni komandem vedeným Jamesem Shadem. Nařídí jim doprovodit je do Úlu. V přepravním vlaku mezi sídlem a Úlem najdou Spence, který také trpí ztrátou paměti. Členové komanda vysvětlí, že všichni kromě Matta jsou zaměstnanci Umbrella Corporation a Alice a její partner Spence byli pověření střežením tajného vstupu do Úlu pod sídlem. Protože není znám důvod uzavření úlu, komando bylo vysláno aby umělou inteligenci odpojilo.
Potom, co několik členů komanda zemře při snaze proniknout do komory Červené královny, se členovi komanda Kaplanovi podaří umělou inteligenci, ignorujíce její prosby a varování, odpojit.
Tím otevře všechny dveře v Úlu a osvobodí krvelačné zombie, které ze zaměstnanců T-virus udělal.
Matt najde svoji sestru Lisu. Je přeměněná v zombie a pokusí se ho kousnout. Alice ho zachrání a Matt vysvětlí, že on a Lisa byli environmentální aktivisté a Lisa pro něj Úl infiltrovala, aby našli důkazy o nezákonném výzkumu, který společnost prováděla. Alice si rozpomene, že to ona Lise pomohla proniknout do Úlu.
Při snaze uniknout z Úlu je Rain pokousána. Alice si vzpomene, že v laboratoři byl kromě viru také antivirus a vydají se pro něj.
Spence si ale v laboratoři rozvzpomene, že to on je zlodějem, který virus vypustil a ukradený virus i antivirus ukryl ve vlaku. Obrátí se proti ostatním s revolverem v ruce, ale je pokousán zombie.
Z úlu se před jeho automatickým uzavřením podaří uniknout jen Alici a Mattovi. Matt je ale infikován. Než mu Alice stačí aplikovat antivir, vtrhnou do sídla pracovníci v ochranných oděvech a oba zajistí. Plánují přitom sestavení nového týmu, který by Úl opět otevřel.

## Obsazení
| Milla Jovovich     | Alice                     |
| Michelle Rodriguez | Rain Ocampo               |
| Eric Mabius        | Matt Addison              |
| James Purefoy      | Spence                    |
| Martin Crewes      | Kaplan                    |
| Colin Salmon       | velitel James "One" Shade |
| Pasquale Aleardi   | J.D. Salinas              |
| Michaela Dicker    | Červená královna          |
| Heike Makatschová  | Dr. Lisa Addison          |
| Jaymes Butler      | Clarence                  |